# 칼레발스키 나치오날니 군

칼레발스키 군 지도

칼레발스키 나치오날니 군(러시아어: Ка́левальский национа́льный райо́н)은 카렐리야 공화국의 북서쪽에 위치해 있으며, 로우흐스키 군, 켐스키 군, 무예제르스키 군에 접해 있고, 코스토묵스키 시소베트와 핀란드에 접해 있다. 면적은 13,3km2이다.
이 지역의 특색은 풍부한 저수지를 보유하고 있다는 점이다. 모두 합치면 그 수는 수천에 달한다. 저수지들이 6분의 1을 차지하고 그 중 50개의 큰 호수와 13개의 강이 포함되어 있다. 배가 통행할 수 있는 수로들의 길이는 총 185km이며, 지역 영토의 30%는 습지이다.
본 지역은 몰레브덴, 철광석, 규암, 구리, 이탄등의 자원도 보유하고 있다. 그리고 이지역의 가장 중요한
천연자원은 숲이다.
몰리브덴, 철광석, 규암, 구리, 이탄 등의 자원도 보유하고 있다. 그리고 이 지역의 가장 중요한 천연자원은 숲이다.

## 인구
이 지역의 인구는 11만3,000명이다. 그 중 도시권 인구는 5만3,000명이고, 시골 인구는 6,000명이다. 인구 밀도는 1km2당 0.8명이다. 가장 큰 주거지는 중심지인 칼레발라와 보로보이, 노보예 유시코제로이다.
칼레발스키 행정부에서 보고한 2005년초 인구는 다음과 같다.
- 칼레발라 — 5만7,000명
- 쿠우시니예미 — 446명
- 보이니차 — 54명
- 티흐토제보 — 6명

인구의 민족 분포도는 다음과 같다.
- 카렐리야인 — 45,1%
- 러시아인 — 40,89%
- 우크라이나인 — 4,4%
- 벨라루스인 — 6,6%,
- 기타 — 3,1%